# Іранізм
Іранізмом називають слово, запозичене з іранської групи індо-європейської мовної родини. Джерела — давні (давньоперська, середньоперська, согдійська, авестійська, скіфська, аланська — 2 останні дали сучасну осетинську) та сучасні (перська, таджицька, курдська, осетинська, талишська, пуштунська) іранські мови. Іранські мови поділяються на східні і західні. Східні — скіфська. Дослідженням історії та культури іранських народів займається наука Іраністика.
Також:
- Іранізмом називають політичну течію, що має на меті утворенні Великого Ірану, тобто поєднання в одній державі усіх земель народів іранського походження.
- Іранізмом називають мовну ситуацію таджицького народу, що полягає у використанні східних або західних іранських говірок та прийняття мови й письма фарсі (перської), яку пізніше назвали таджицькою й перевели на кириличну абетку.
- Іранізмом називають причетність до спільноти іранських народів. Можна говорити про іранізм скіфів та сарматів.